# Baedekerhaus

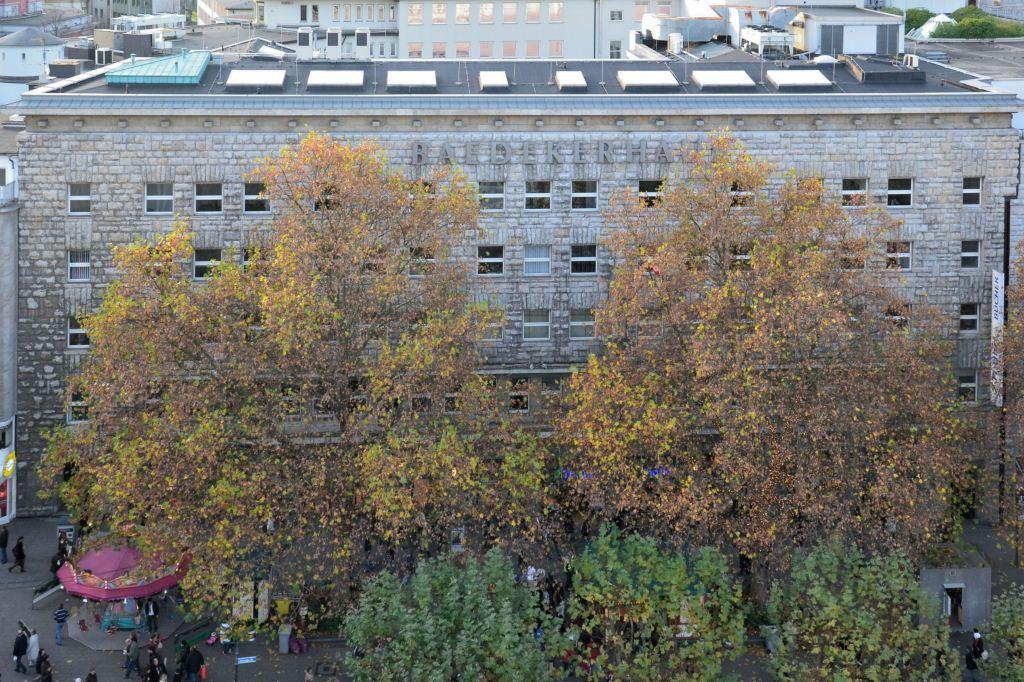
Baedekerhaus

Das Baedekerhaus ist in den Jahren 1927 und 1928 an der Kettwiger Straße (damals Burgstraße) im Essener Stadtkern als Geschäftshaus des G. D. Baedeker Verlages errichtet worden. Es ist 1987 unter Denkmalschutz gestellt worden.

## Geschichte und Architektur

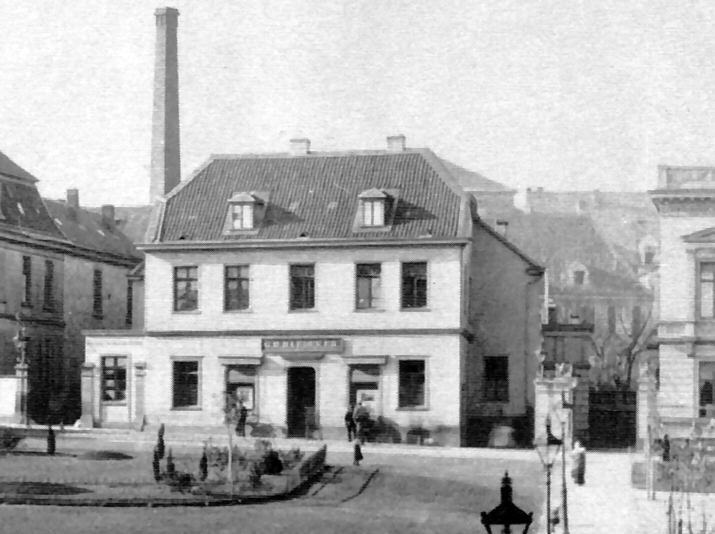
Ehemalige Harrach’sche Kurie, ab 1817 Druckerei und Buchhandlung Baedeker

Auf dem Grund des heutigen Baedekerhauses stand zuvor ein Wohnhaus von Essener Stiftsdamen, die sogenannte Harrach’sche Kurie. Mitglieder des Adelsgeschlechts Harrach traten einst in den Dienst des Essener Damenstifts. Der Firmengründer und Verleger Gottschalk Diedrich Baedeker kaufte das Haus 1817 und führte darin die Druckerei und Buchhandlung des G. D. Baedeker Verlags.
In den Stadtverordnetenversammlungen vom 12. Dezember 1924 und vom 12. Februar 1926 wurden im Zuge der Umgestaltung des Burgplatzes der Bau des Baedekerhauses genehmigt und für den ersten Bauabschnitt 1,3 Millionen Reichsmark zur Verfügung gestellt. Den zweiten Abschnitt bildete das angrenzende Kaufhaus Loosen (vormals Blum, heute Peek & Cloppenburg). Das Baedekerhaus wurde von 1927 bis 1928 vom Städtischen Bauamt unter der Leitung des Baubeamten und Architekten Ernst Bode errichtet. Das Haus ist ein Beispiel für die sogenannte neue Monumentalität; ein Rückgriff traditionalistischer Architekten auf den Monumentalstil um 1900, der seit der zweiten Hälfte der 1920er Jahre gepflegt wurde. Bei der Einrichtung des Hauses war der Alleininhaber des Verlages, Alfred Baedeker, maßgeblich beteiligt. Von Beginn an besaß das Gebäude einen Paternosteraufzug.
Die Platzfassade ist durch eine Art Pfeilerportikus und vier 3,6 Meter hohe Skulpturen von Joseph Enseling aufgewertet. Zwei dieser Figuren wurden bereits am 30. April 1927 enthüllt. Die männliche Figur symbolisiert mit einem Erdball in ihrer rechten Hand den Handel, die weibliche Figur mit einem Buch in der Hand, die Wissenschaft. Zwei danach enthüllte Figuren stehen für Kunst und Arbeit. Die Steinmetzarbeit führte Christian Meisen aus Holsterhausen aus. Der einen Meter hohe Bronzeschriftzug Baedekerhaus wurde 1930 an der oberen Hausfront montiert.
In den oberen Geschossen des Baedekerhauses war der Siedlungsverband Ruhrkohlenbezirk, der spätere Kommunalverband Ruhrgebiet, ansässig, bis er 1929 in sein Gebäude an der Kurfürstenstraße wechselte. Das Baedekerhaus wurde nach Beschädigungen im Zweiten Weltkrieg wieder instand gesetzt, wobei die massive Fassade kaum beschädigt wurde. Im Erdgeschoss des Hauses befinden sich Ladeneinbauten. Die Fenster des darüber liegenden ersten Obergeschosses sind hochrechteckig und zu einem Fensterband zusammengefasst, die drei darüber liegenden Geschosse haben einheitlich fast quadratische Fenster. In den seitlichen Achsen des Hauptgebäudes befinden sich zwei Eingänge.
Seit Juni 2008 war eine Filiale der Buchhandelskette Thalia im Baedekerhaus ansässig, die zum 15. September 2012 schloss. Das LVR-Amt für Denkmalpflege im Rheinland hat im Juli 2014 zugestimmt, dass das benachbarte Bekleidungskaufhaus Peek & Cloppenburg einen Durchgang ins Baedekerhaus einrichten darf, und es nach inneren Umbauten mit nutzen darf. Die Außenfassade wäre dabei vom Umbau unberührt geblieben. Dazu kam es nicht mehr.
Am 16. Januar 2018 eröffnete die Mayersche Buchhandlung als Mieter ihre Filiale im Baedekerhaus, dessen Eigentümer heute die National-Bank ist.

Skulpturen von Joseph Enseling
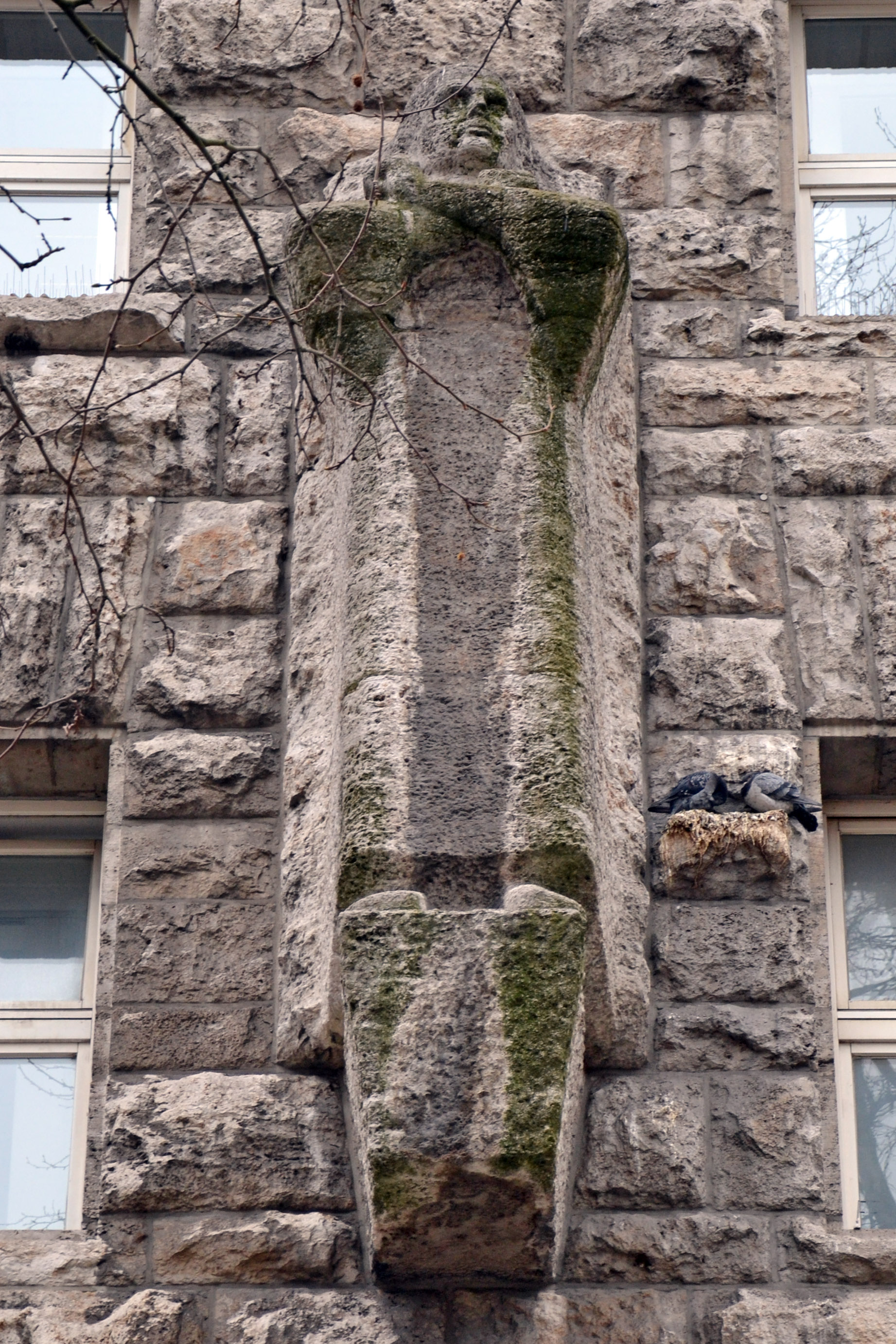
Mann symbolisiert die Arbeit
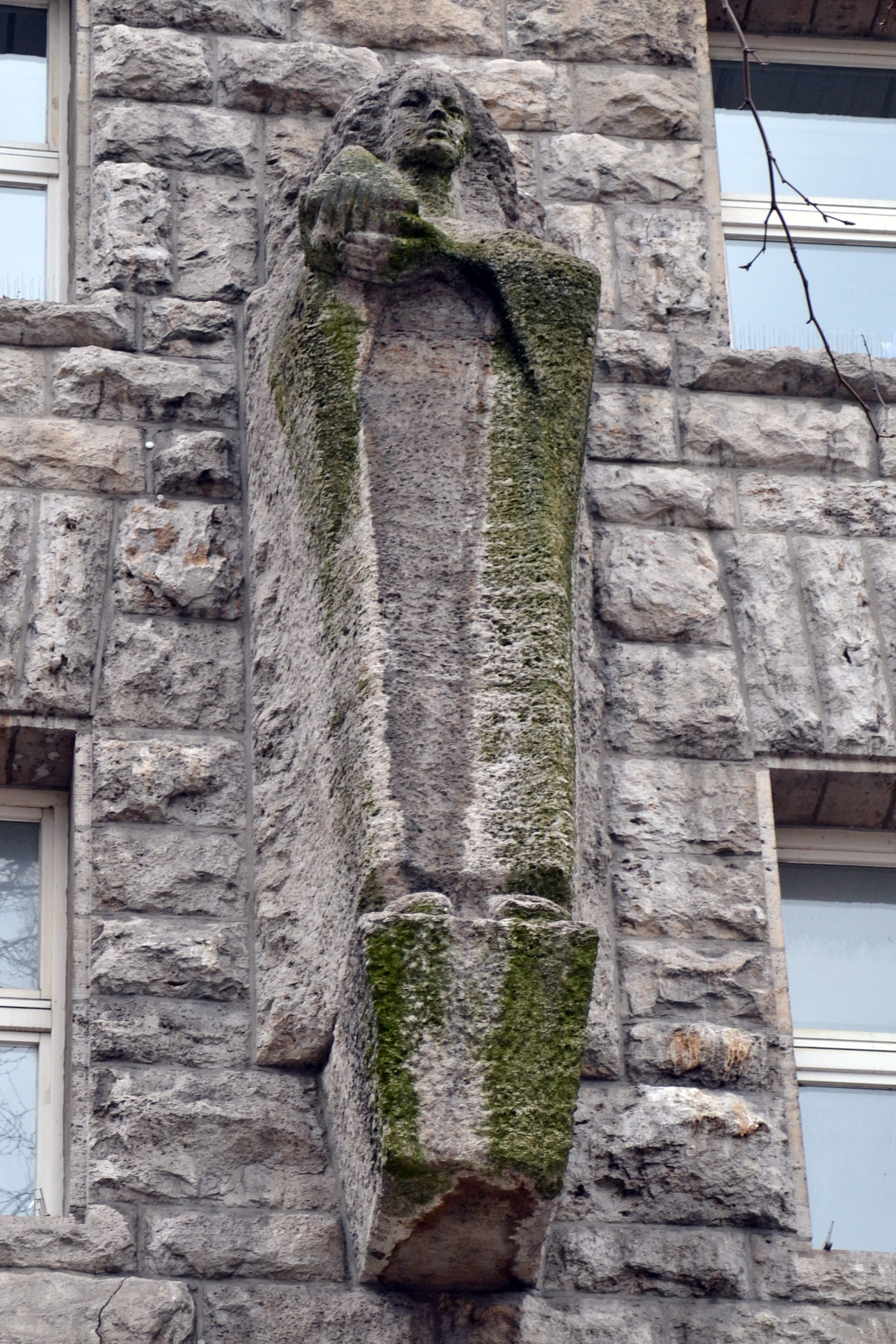
Frau symbolisiert die Kunst
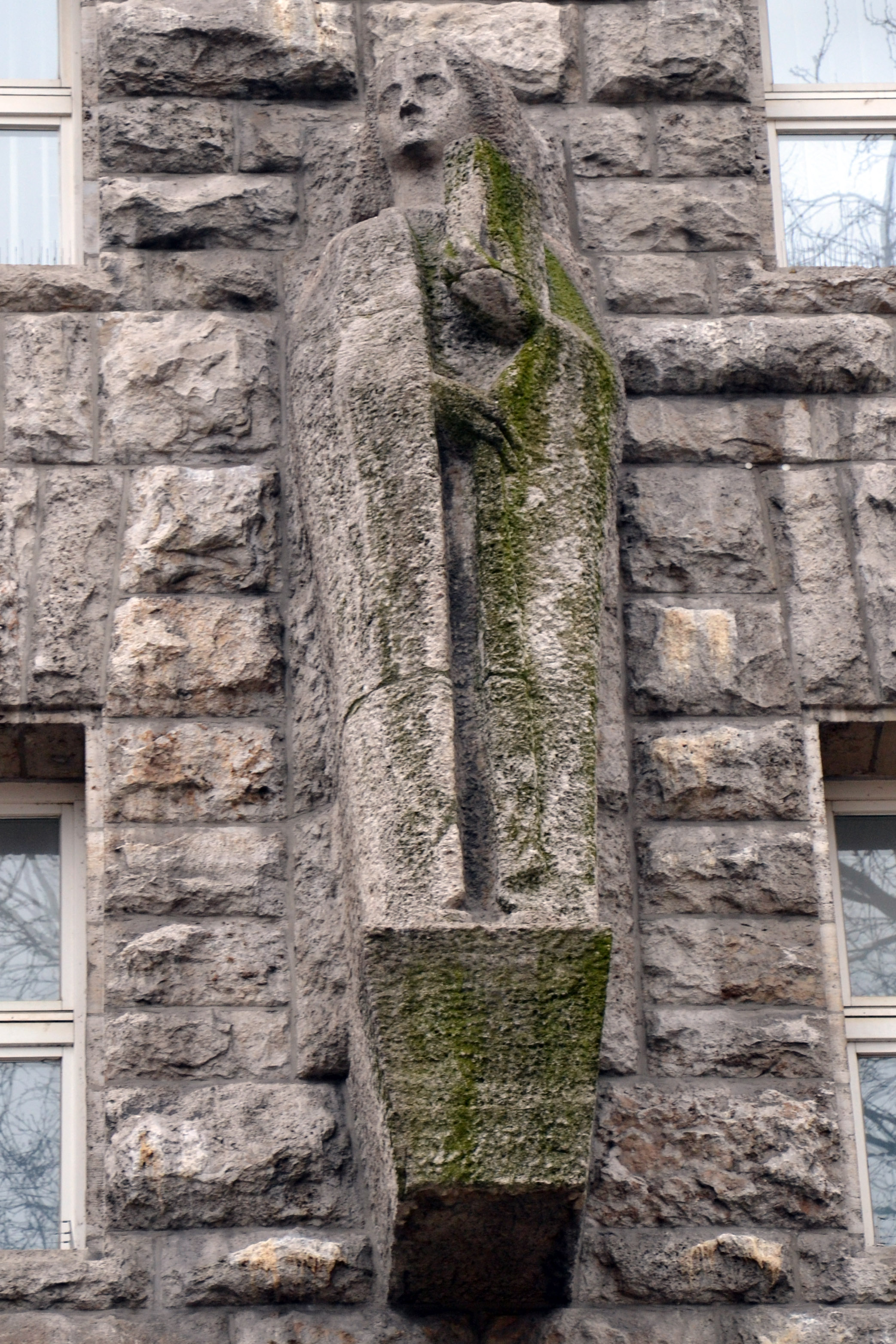
Frau mit Buch symbolisiert die Wissenschaft
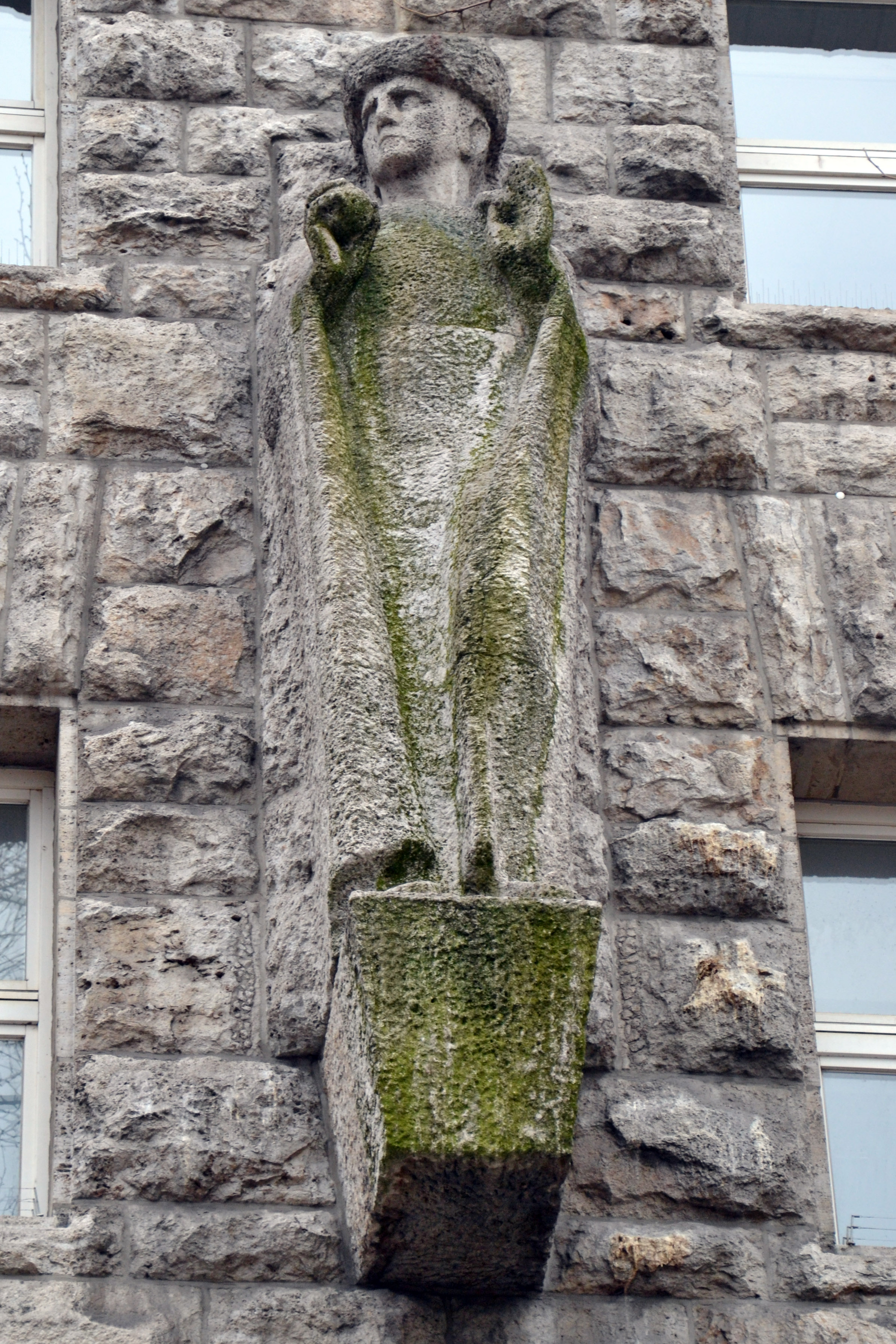
Mann mit Erdball symbolisiert den Handel